# Euplexaura multiflora
Euplexaura multiflora is een zachte koraalsoort uit de familie Plexauridae. De koraalsoort komt uit het geslacht Euplexaura. Euplexaura multiflora werd in 1931 voor het eerst wetenschappelijk beschreven door Aurivillius. 